# Dovaston
Dovaston – osada w Anglii, w hrabstwie ceremonialnym Shropshire, w dystrykcie (unitary authority) Shropshire, w civil parish Kinnerley. Leży 16 km od miasta Shrewsbury. W 1870-72 osada liczyła 157 mieszkańców.